# Vincent Le Blanc
Vincent Le Blanc (Marseille, 1554 - vers 1640) est un explorateur français.

## Biographie
Ses récits de voyage affirment qu'il a voyagé de 1568 à 1626 dans toute la planète (Inde, Perse, Birmanie, Maroc, Guinée etc.). La réalité de son séjour à La Mecque en 1568 est contestée et semble un ajout de ses éditeurs.

## Œuvres
Ses récits de voyage ont été remaniés et publiés par Louis Bergeron et Louis Coulon en 1648 sous le titre Les voyages fameux du sieur Vincent Le Blanc, marseillois, qu’il a faits depuis l’aage [sic] de douze ans iusques à soixante, aux quatre parties du monde : à scavoir aux Indes orientales & occidentales, en Perse & Pegu ; aux royaumes de Fez, de Maroc, & de Guinée, & dans toute l’Afrique interieure, depuis le cap de Bonne Esperance iusques en Alexandrie, par les terres de Monomotapa, du Preste Iean & de l’Egypte ; aux isles de la Mediterranée, & aux principales prouinces de l’Europe, &c.
Ces récits ont été réédités en 1649 et 1658. Ils ont été traduits en 1654 en Hollande et, en 1660, à Londres.
On lui attribue parfois également, mais à tort, l'ouvrage paru à Paris en 1664 sous le titre Le voyageur curieux qui fait le tour du monde avec ses matières d'entretien qui composent l'histoire curieuse. Par le Sr le B. (En ligne sur Internet Archive).